# Stazione di St Germans
La stazione di St Germans è una stazione ferroviaria situata nel paese di St Germans, in Cornovaglia.

## Storia

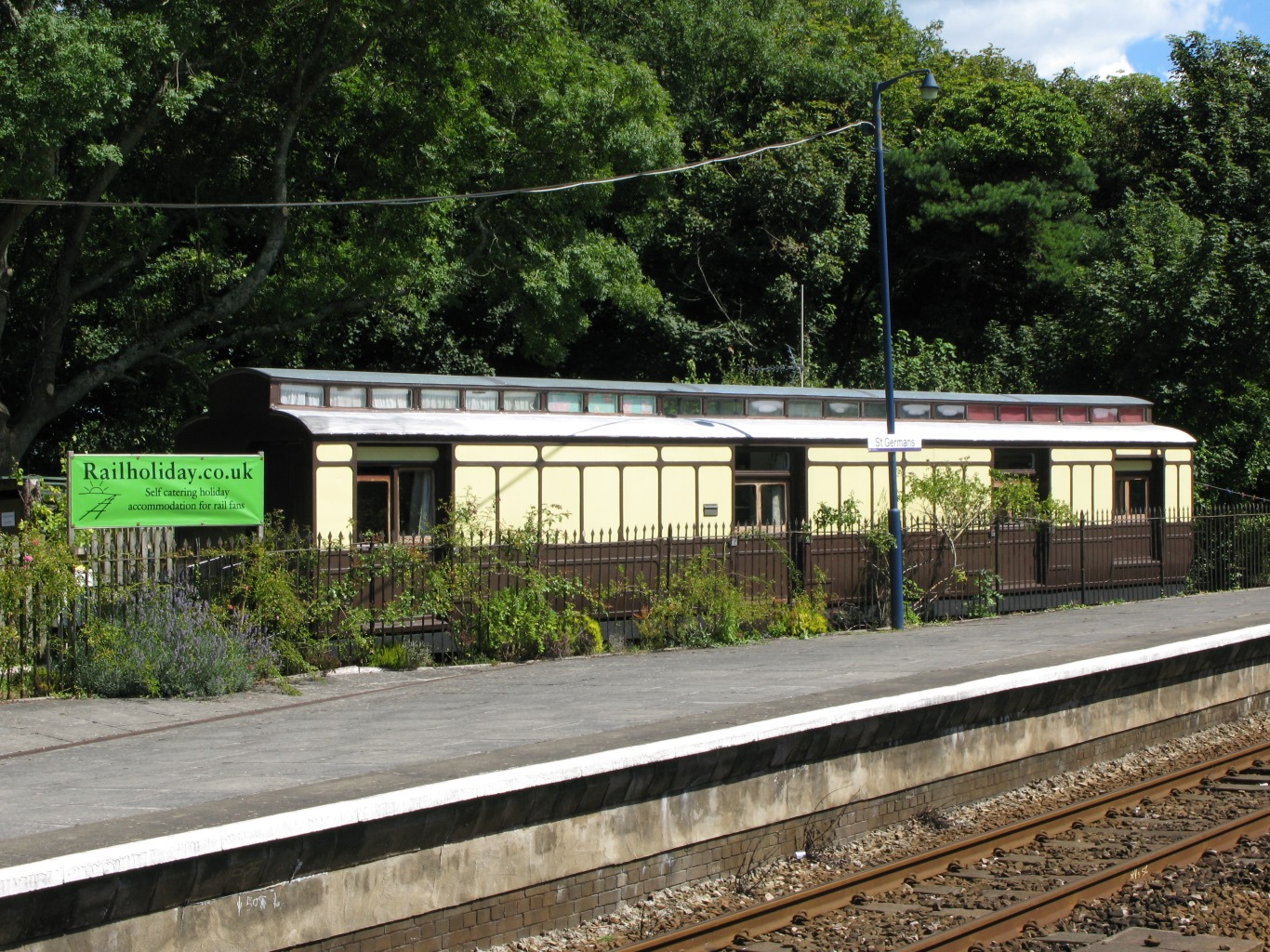
Una vecchia carrozza autosganciabile, conservata e utilizzata come alloggio per le vacanze.

La stazione ferroviaria di St Germans venne aperta nel 1859, insieme alla Cornwall Railway. La stazione era descritta come "dal design ornamentale [...], situata convenientemente vicino alla città, e costituita da tre stazioni in pietra."
La Cornwall Railway venne integrata nella Great Western Railway il 1º luglio del 1889. Il 1º gennaio 1948 tutte le ferrovie britanniche vennero nazionalizzate, e così rimasero fino al 1997.
La stazione è nota per il fatto che in alcuni vecchi binari di servizio sono parcheggiate delle vecchie carrozze, che sono state restaurate e trasformate in case per le vacanze.

## Servizi
La stazione di St Germans è servita da circa la metà dei treni sulla Cornish Main Line tra Penzance e Plymouth: si tratta per lo più di treni locali con fermate intermedie, ma alcuni vanno e vengono da Paddington. Anche i treni della domenica fermano a St Germans, ma a cadenza irregolare, con intervalli considerevoli in certi momenti della giornata.